# Senegambië (17e eeuw)
Senegambië (ook wel Bovenkust genoemd) was de verzamelnaam voor de forten en factorijen die de West-Indische Compagnie (WIC) in het huidige Senegal heeft gehad. Het voornaamste doel van de handelsposten was het ronselen van slaven die naar Amerika verscheept zouden worden. Het bestuur van het gebied zat in Gorée. In 1677 ging dit eiland over in Franse handen. De Fransen veroverden een jaar later ook alle factorijen die de Compagnie aan de Senegalese kust had, en het eiland Arguin.
Omdat de WIC hierdoor bijna al haar handel verloor in Arabische gom, bezoarstenen, grijze amber en struisvogelveren, wilde zij haar positie herstellen. De Fransman Jean du Casse - leider van de Franse Compagnie du Sénégal - wist een akkoord te bereiken met lokale machthebbers, die de oude Nederlandse handelsposten vernietigden, waardoor de WIC voorgoed haar positie kwijt was.

## Gebieden van de WIC
- Gorée (1617-1663), (1664-1677)

Forten:
- Fort Nassau
- Fort Orange

Factorijen:
- Portudal (1633-1678). Hier kocht de WIC slaven en ivoor in.
- Rufisque (1633-1678)
- Joal (1633-1678)

## Trivia
In het begin van de 20e eeuw gebruikte de Nederlandsche Oliefabriek aardnoten (pinda's) uit Senegambië. Deze kregen de voorkeur boven de aardnoten uit de toenmalige Nederlandse koloniën.
Gouvernementen: Goudkust* · Nederlands Brazilië · Nederlandse Antillen · Nederlands-Guiana (Berbice* · Cayenne · Demerary* · Essequebo* · Pomeroon · Suriname*) · Nieuw-Nederland
Gebieden met een directeur: Maagdeneilanden
Gebieden met een baron: Tobago (geleend aan Cornelis Lampsins)
Factorijen / handelsposten: Arguin · Loango-Angolakust · Senegambia · Slavenkust
Gouvernementen: Amboina* · Banda* · Batavia* · Ceylon · Coromandelkust* · Formosa · Java's Noordoostkust* · Kaapkolonie* · Makassar* · Malakka* · Mauritius · Molukken*
Directoraten: Vestingen in Bengalen · Vestingen in Perzië · Suratte
Commandementen: Bantam* · Malabar · Sumatra's Westkust*
Residenten: Bandjarmasin* · Cheribon* · Palembang* · Pontianak*
Gebieden met een opperhoofd: Birma · Dejima* · Vestingen in Siam · Timor · Tonquin
Factorijen: Vestingen in China
Nederzettingen: Amsterdam eiland (incl. Smeerenburg) · Jan Mayen
Vestingen: Acadia · Fort Nassau · Zoutpannen in Venezuela
*: Gebieden ook in handen van de Bataafse Republiek geweest.